# Popsplits
Pop Splits ist eine Hörfunk- und Fernsehsendung des Rundfunk Berlin-Brandenburg (RBB).
Die Berliner Produktionsfirma der apparat entwickelte 2002 die Pop Splits (Sprecher: Michael Pan, seit 2015: Peter Hofmann) für den Hörfunksender Radio Eins. In einer Minute wird die Entstehungsgeschichte eines populären Musikstücks erzählt.
Ende Oktober 2011 wurde die regelmäßige Fortführung der Serie nach 1000 produzierten Episoden eingestellt. Seitdem werden jedoch weiterhin ca. zwei Ausgaben pro Woche auf radioeins gesendet.
Die Sendung wurde im Laufe der Jahre sowohl als Buch wie auch als CD veröffentlicht.
Im Sommer 2006 wurde das Format von Michael Reinhard (Regie) und Jim Rakete (director of photography) für das Fernsehen (RBB) umgesetzt. Die Sendungen haben eine Laufzeit von 15 Minuten.
Im Unterschied zur „Radio-Version“ werden die Hintergrundgeschichten von den Musikern selbst, u. a. von Fehlfarben, Die Toten Hosen, Fettes Brot und Ina Deter, erzählt.
Ab 2004 waren die Pop Splits für einige Jahre auch live auf der Bühne zu erleben. Vor allem im Raum Berlin-Brandenburg bespielte Michael Pan und die Band „RockCopyRats“ aus Berlin mit der „Pop Splits Live Show“ kleinere und größere Bühnen.
Seit 2017 gibt es die Pop Splits Live Show wieder im Sendegebiet von radioeins, jetzt mit Peter Hofmann und den „RockCopyRats“.

## Buchausgaben
- Pop-Splits. Die besten Songs aller Zeiten und ihre Geschichte. ISBN 3-7466-8112-X
- Pop-Splits 2. Legendäre Songs und ihre Geschichte. ISBN 3-7466-8134-0